# ودی
وِدی (به کسرهٔ واو) (به ارمنی: Վեդի) یک شهرک در ارمنستان است که در استان آرارات واقع شده‌است.  در  کیلومتری شمال آرتاشات، مرکز استان آرارات واقع شده است.

## ریشه‌شناسی
یک شهرک زیبا در استان آرارات ودر جنوب ارمنستان قرار دارد

## جغرافیا و آب و هوا
ودی ۵٫۶ کیلومتر مربع مساحت و ۱۱٬۳۸۴ نفر جمعیت دارد و ۸۵۰ متر بالاتر از سطح دریا واقع شده‌است.  در  کیلومتری شمال آرتاشات، مرکز استان آرارات واقع شده است. شهرک ودی در کنارهٔ رود ودی قرار گرفته.
این شهر همچنین دارای یک موزه قوم‌شناسی و یک منطقه جنگلی به نام منطقه حفاظت‌شده خسرو است.

### روستاها
نام پیشین روستاها درون پرانتز آمده‌است:
- واناشن (تایتان)
- آرالِز (قره‌بولاغ)
- گوراوان (گورووان، ینی‌کند)
- نورکیانک (بنیادشده در ۱۹۴۶)
- سیساوان (ینگیجه)
- ووسکِتاپ (شیرازلو)
- نور اوغی

## جمعیت‌شناسی
رحیم‌آباد نفر جمعیت دارد و در ارتفاع متر بالاتر از سطح دریا قرار گرفته‌است.

## فرهنگ
یک محل باستانی مربوط به هزارهٔ چهارم پ.م. نیز در نزدیکی ودی قرار دارد.

## اقتصاد
کارخانهٔ اصلی تولید شراب و الکل ارمنستان به نام ودی‌آلکو در این شهر قرار گرفته. شراب شیرین این کارخانه که ورناشِن نام دارد معروف است.

## مشاهیر بومی
ودی زادبوم شاعر معروف ارمنی بارویر سواگ است.

## نگارخانه

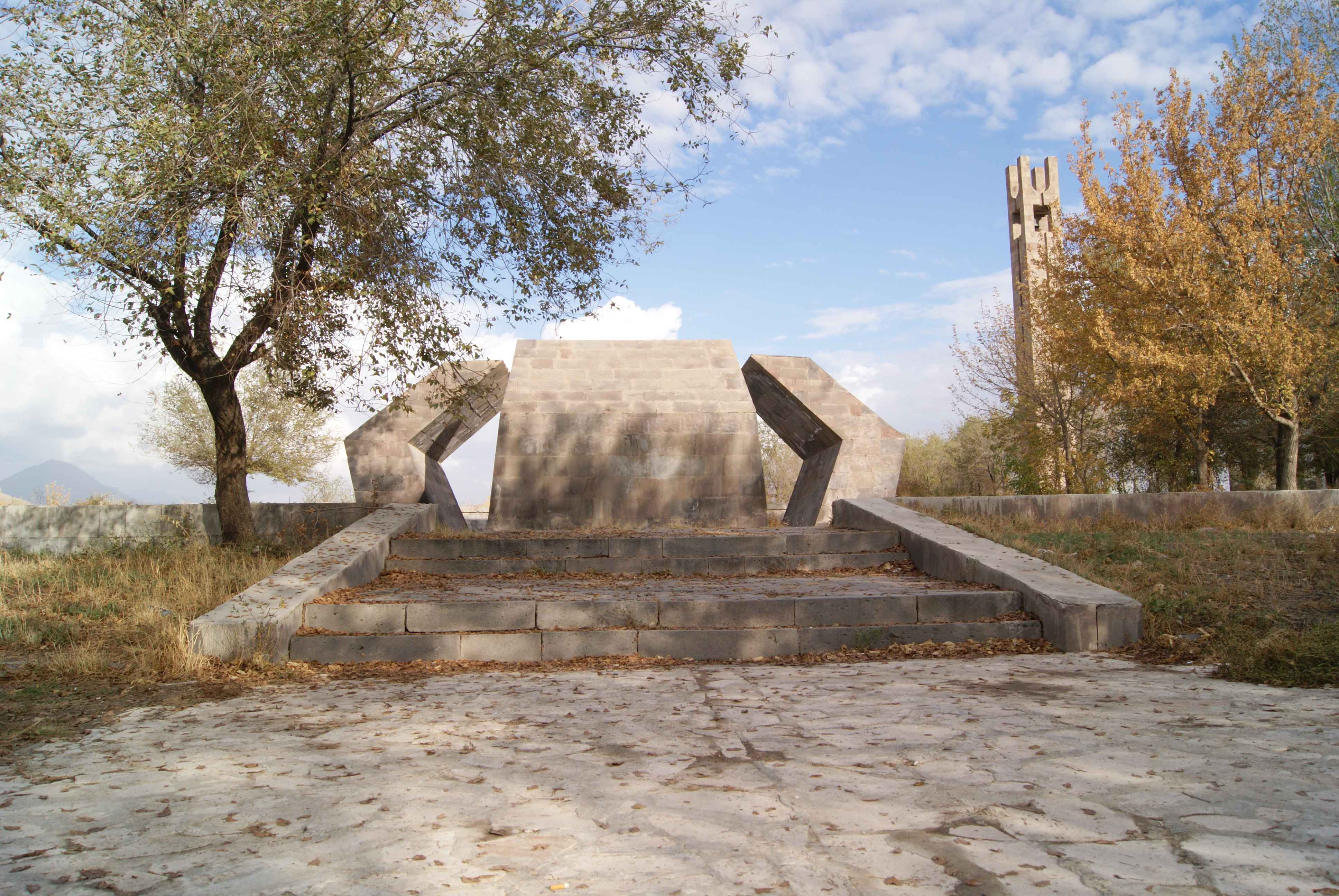
یادبود جنگ جهانی دوم
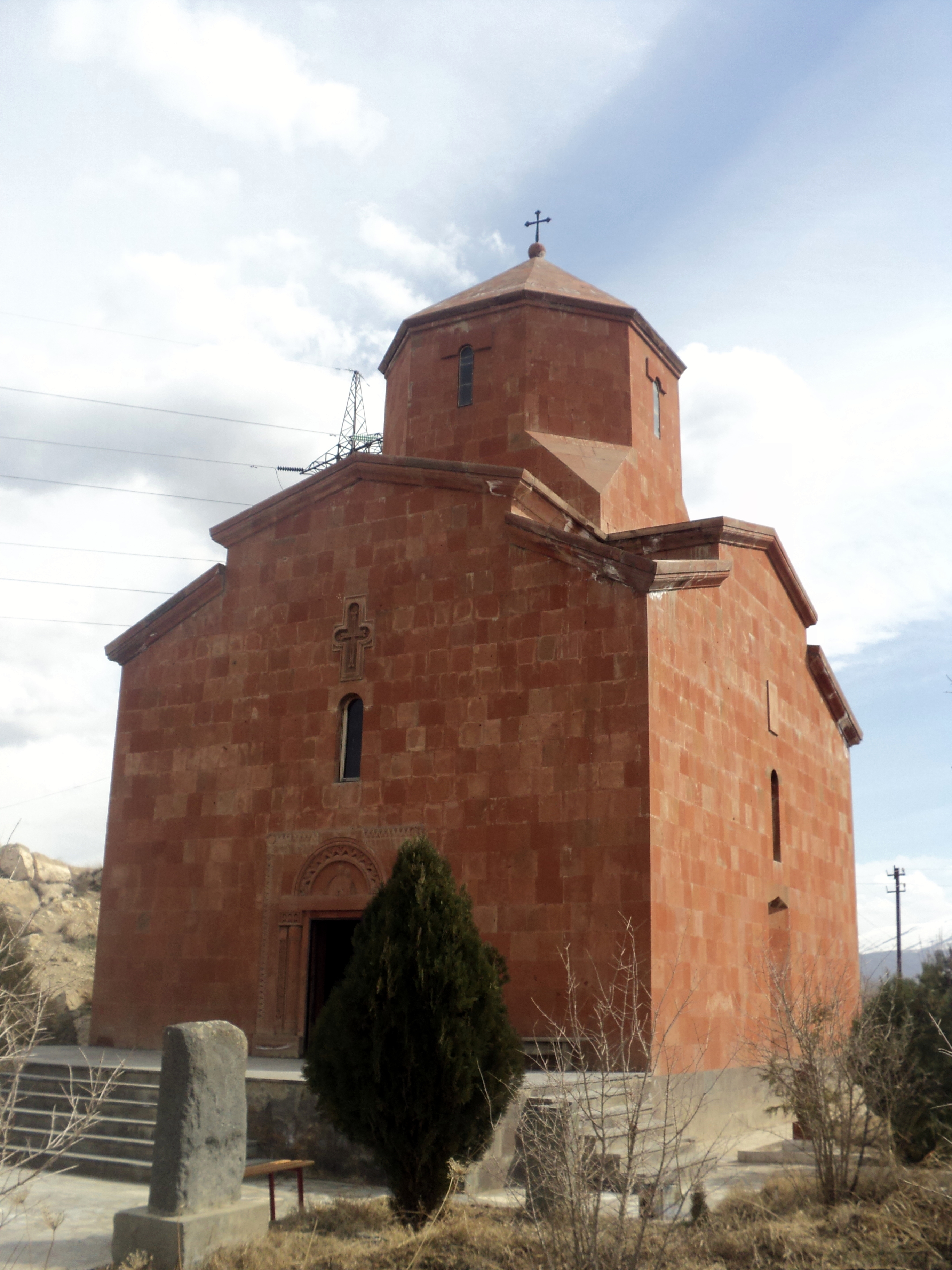
کلیسای S. Astvatsatsin
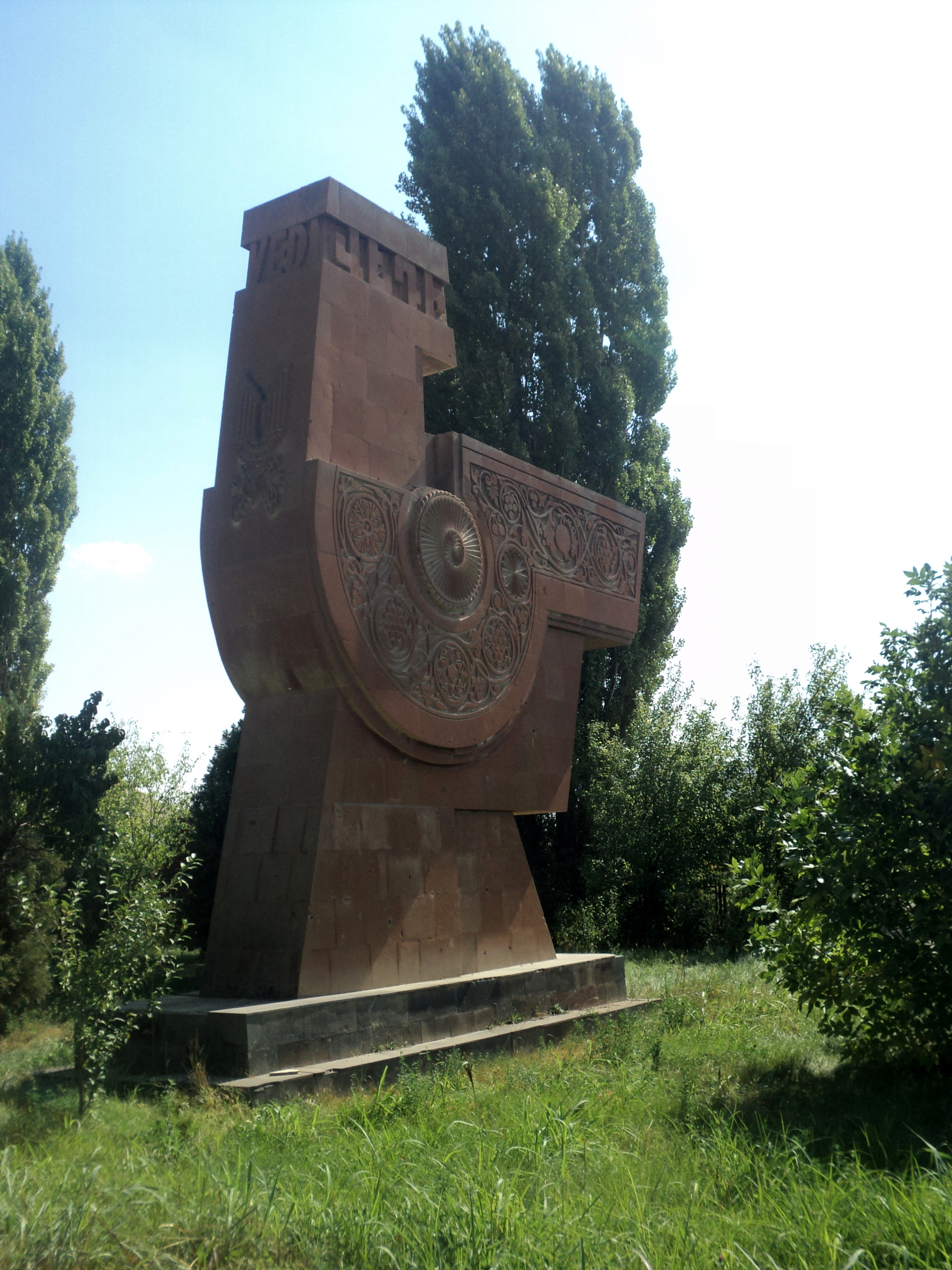
بنای یادبود در ورودی ودی
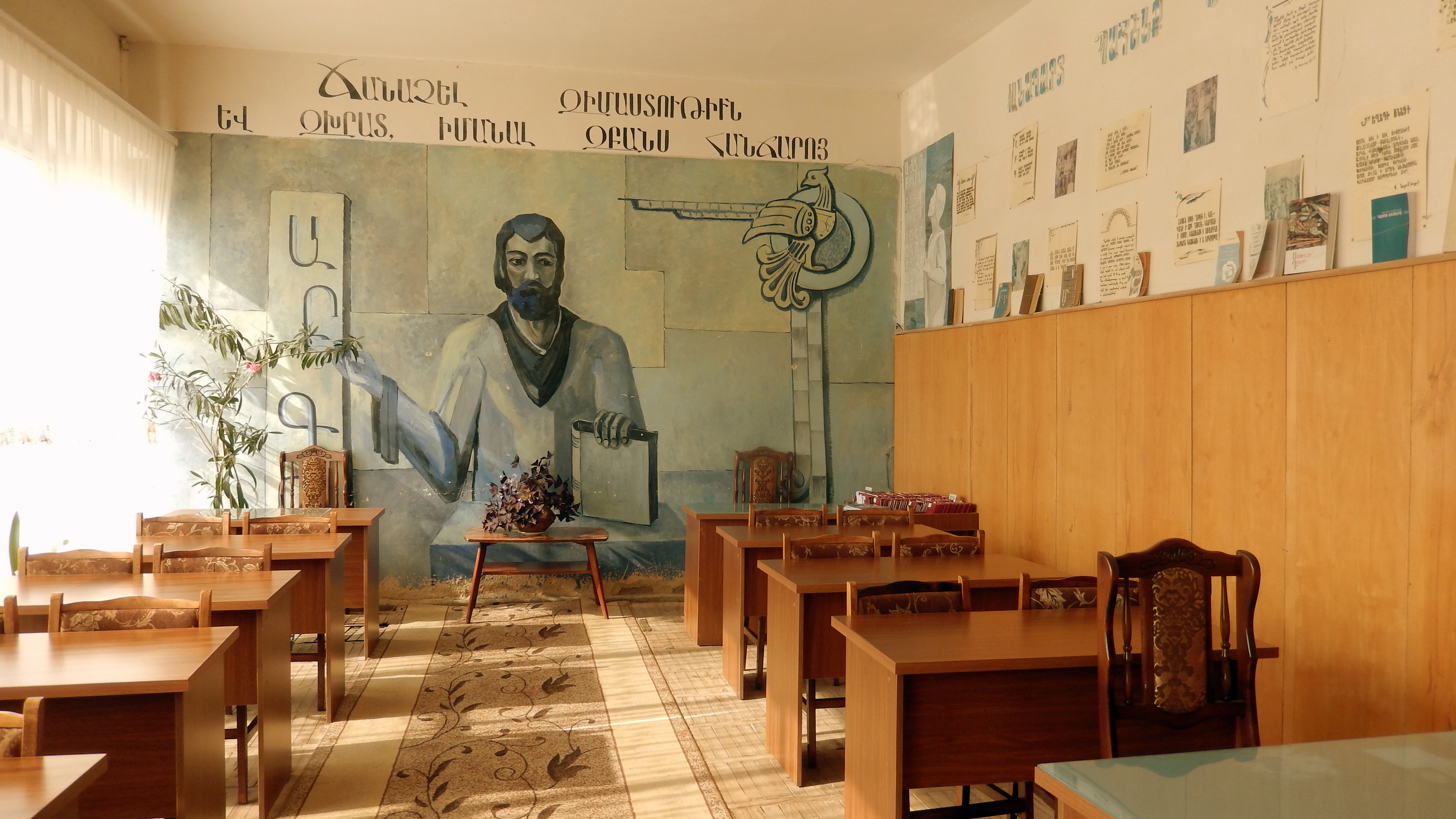
داخل کتابخانه عمومی ودی